# William Petty
Sir William Petty, född 27 maj 1623 i Romsey i Hampshire, död 16 december 1687 i London, var en engelsk nationalekonom, statistiker och filosof, farmors far till William Petty, 1:e markis av Lansdowne.

## Biografi

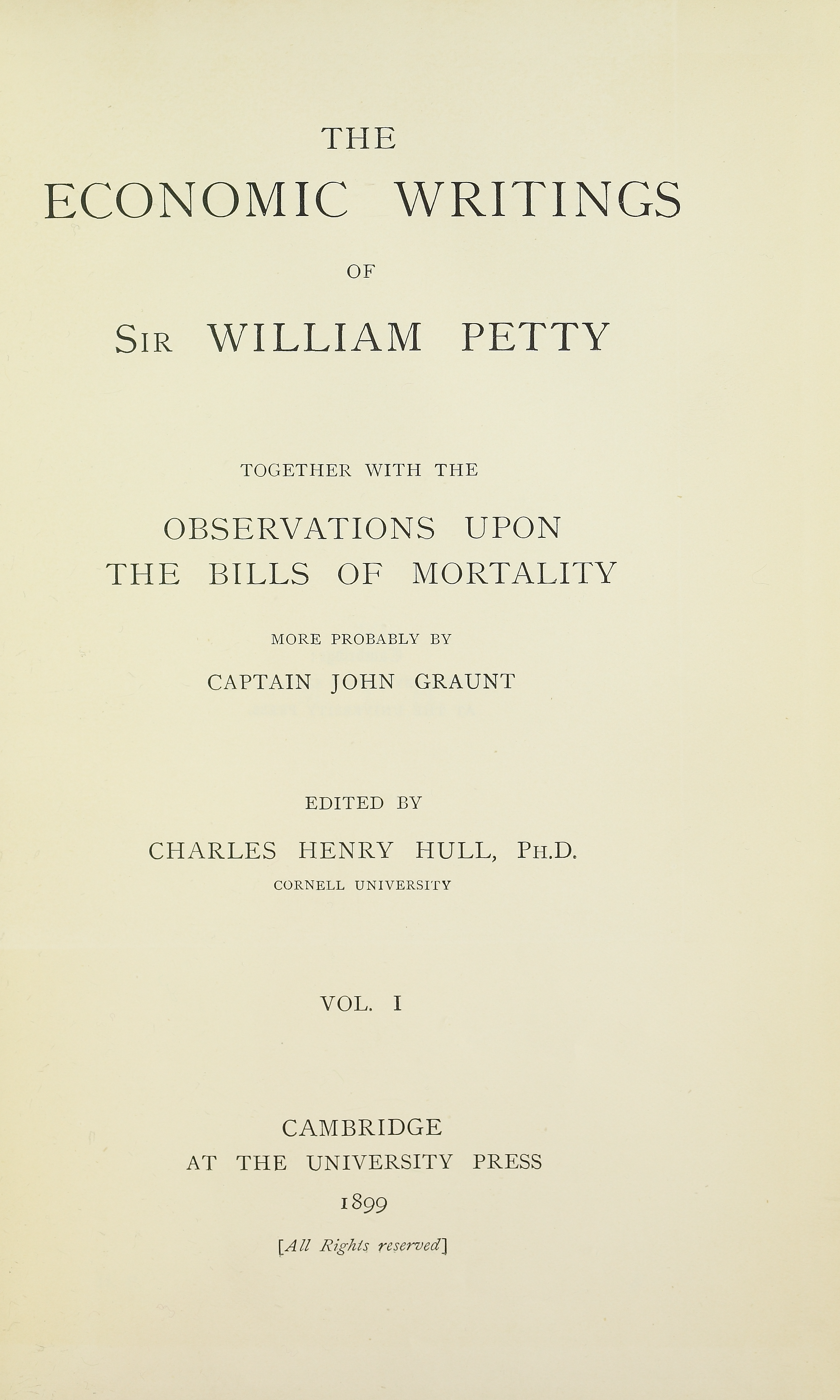
Economic writings, 1899.

Petty begav sig redan vid 15 års ålder i handels- och studiesyfte till Normandie, studerade sedermera vid nederländska och franska läroanstalter och blev 1648 professor i anatomi vid Oxfords universitet, blev därefter fältläkare på Irland samt fick i uppdrag att ombesörja mätningen och fördelningen av konfiskerade irländska jordagods. Han hade flera andra ämbeten, särskilt på Irland, anslöt sig till restaurationen 1660 och adlades av Karl II av England. 
Petty, som byggde upp en avsevärd förmögenhet på jordspekulationer och framgångsrika skeppsbyggnadsföretag, deltog i bildandet av Royal Society. Inom statistiken utvecklade han den exakta, numeriska metoden inom samhällsvetenskapen, åt vilken metod just han gav namnet politisk aritmetik. Sannolikt medverkade han väsentligt vid utarbetandet av John Graunts berömda "Observations upon the Bills of Mortality of the City of London" (femte upplagan 1676). 
Inom nationalekonomin var Petty en föregångare för den induktivt statistiska metoden; han måste avgjort betecknas som merkantilist, trots att han i vissa fall avvek från merkantilistiska åskådningar, till exempel från det mer primitiva merkantilistiska motståndet mot export av ädelmetaller. I uppskattningen av arbetsfördelningen föregrep han Adam Smith åtskilligt; i värdeläran ansåg han, att ett föremåls värde helt var beroende på den mängd arbete, som dess framställande krävde; i jordräntan såg han en överskottsinkomst, men verkar inte ha haft något begrepp om den avtagande jordproduktiviteten. Samtidigt med att han var en ivrig anhängare av fullständig religionsfrihet, hade han, sannolikt under inflytande av Thomas Hobbes, tillägnat sig utpräglade sympatier för ett starkt centralistiskt statssystem.
Pettys ekonomiska arbeten, bland vilka märks Two Essays in Political Arithmetic (1682; fransk översättning 1686) och ytterligare flera essäer över samma ämne, utgavs, med anmärkningar och förklaringar, av C.H. Hull under titeln Economic Writings (1899).